# 静清バイパス
静清バイパス（せいしんバイパス）は、静岡市清水区興津東町から同市駿河区丸子までを結ぶ国道1号バイパスである。

## 概要

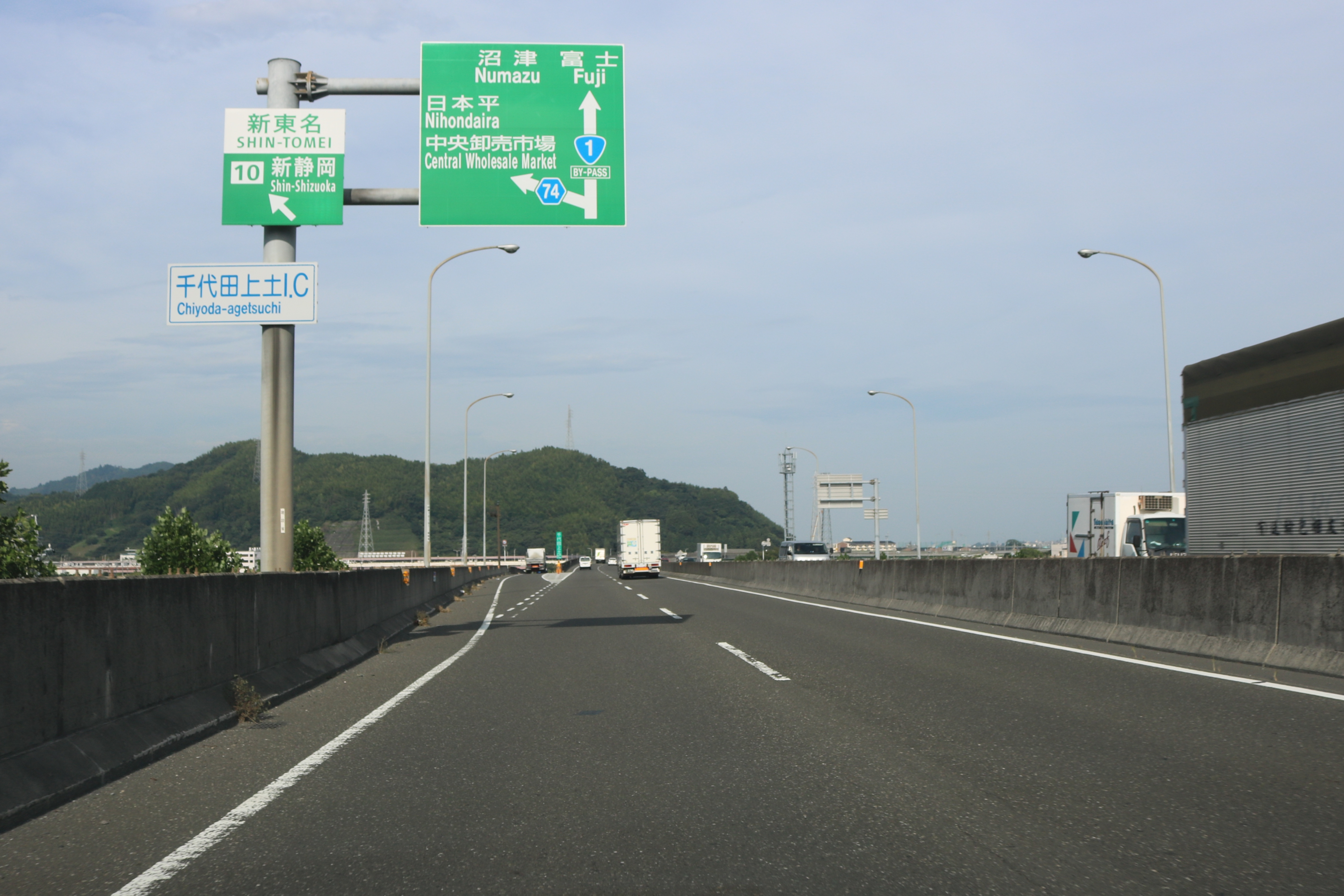
静清バイパス千代田上土インターチェンジ、静岡市葵区立石にて

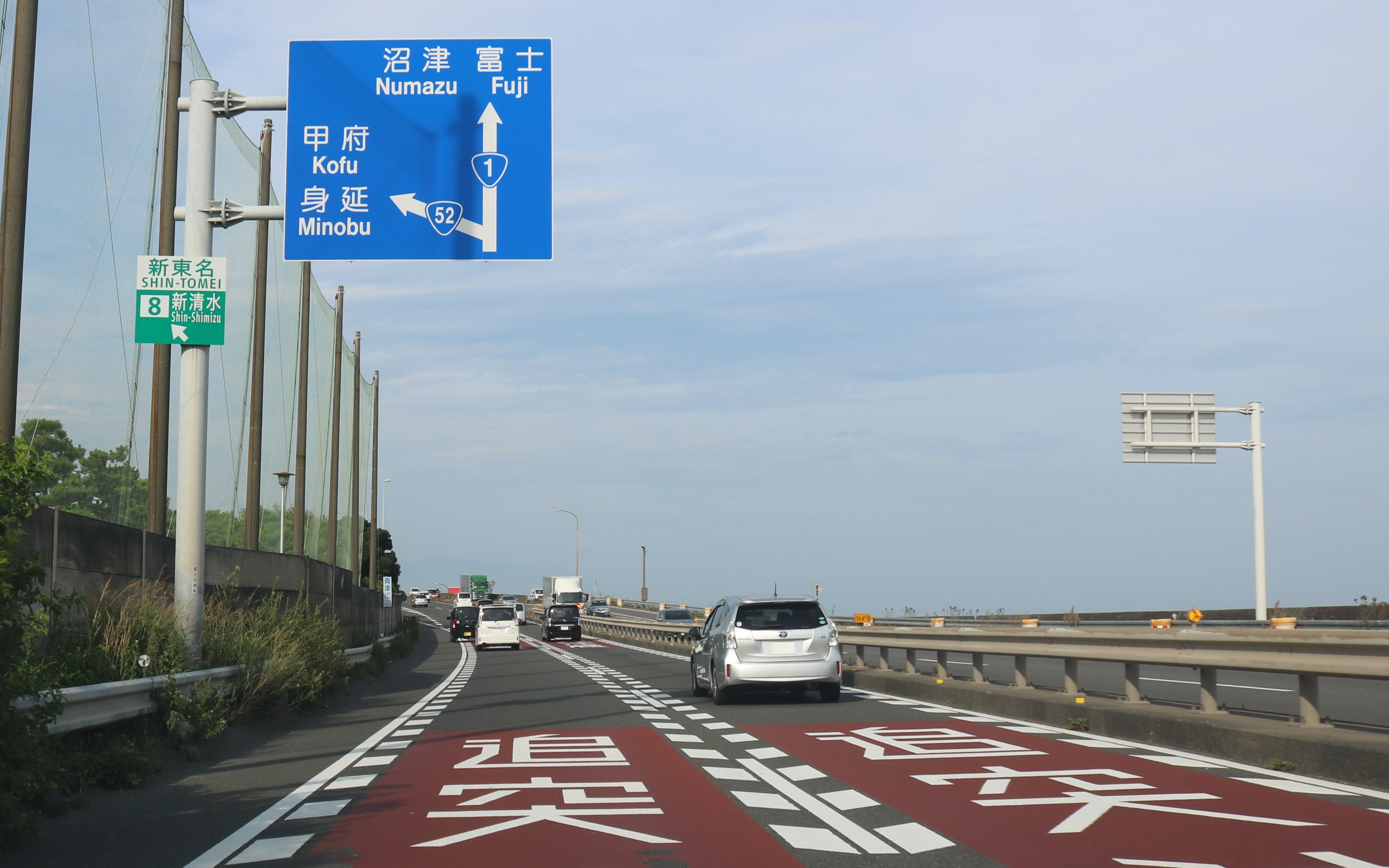
終点となる興津インターチェンジ、静岡市清水区興津中町にて

- 起点 : 静岡県静岡市清水区興津東町（おきつあずまちょう）（興津中町交差点・興津IC）
- 終点 : 静岡県静岡市駿河区丸子（まりこ）（丸子IC）
- 全長 : 24.2 km
- 車線数 : 4車線・一部区間6車線

静岡市街を通過する国道1号現道の交通を迂回させることが目的で建設された。地域高規格道路「静岡東西道路」に指定されている。「せいせいバイパス」とも呼ばれているが「せいしんバイパス」が正式な読み方。
1968年（昭和43年）に事業化され段階的に開通がされてきたが、既に宅地化されていた八坂IC - 唐瀬ICの用地買収が難航し1997年（平成9年）に大半の区間が暫定2車線で全線開通した。この開通は静岡県内の国道1号バイパス（箱根峠改良区間を除く）では日坂バイパスについで遅い。大部分は高架ないしは立体交差ではあるものの、清水地区（清水区横砂本町 - 同区八坂町）は暫定平面部として平面交差が残っており、また交通量が多いため、その箇所で日中は渋滞することが多い。そのため、現在は高架化工事を進めている。鳥坂IC - 千代田上土IC間および羽鳥IC - 牧ヶ谷IC間の4車線化工事が完了し、2015年（平成27年）3月1日より4車線化。牧ヶ谷IC - 丸子IC間は2018年（平成30年）12月22日に4車線化され、全線4車線化された。また、最後まで残った清水地区の平面交差部の立体化（清水立体）が事業に追加され、2007年度（平成19年度）に都市計画決定、2016年度（平成28年度）に着工した。上り線を優先的に整備を進め、2026年（令和8年）春頃に開通予定となったが、2023年（令和5年）7月6日に発生した工事中の橋桁が落橋する事故を受け、開通時期未定となった。
高架部分のうち八坂西IC - 唐瀬ICは自動車専用道路となっており、原付及び125 cc以下の二輪車は通行禁止となっている。2012年（平成24年）2月14日の賤機山トンネルの4車線化に伴い、同トンネル前後の歩道に幅1メートルの自転車専用通行帯が設置された。自転車専用通行帯は日本初の本格導入で、上り・下りトンネル共に一方通行。
なお、当バイパス全通後も静岡市街地を通過する現道は国道指定を解除されずに引き続き国道1号として運用されている。

## 歴史
- 1963年（昭和38年） : 計画にあたり、測量などを開始。
- 1968年（昭和43年） : 事業化。八坂 - 唐瀬地区の用地買収が難航。
- 1979年（昭和54年） : 興津高架橋が4車線で完成。これにより興津中町交差点（現・興津IC） - 清水区八坂（現・清水インター西 交差点）間（5.9 km）4車線で開通。
- 1983年（昭和58年）3月 : 平和IC - 羽鳥IC（2.0 km）の区間が暫定2車線で開通。
- 1986年（昭和61年） : 新興津川橋が4車線で完成、並びに興津中町交差点立体化で興津IC新設。これにより興津東町 - 興津IC間（0.7 km）4車線で開通し、富士由比バイパスに接続。
- 1988年（昭和63年）3月 : 丸子藁科トンネル開通。これにより、羽鳥IC - 丸子IC間（3.5 km）が暫定2車線で開通。
- 1996年（平成7年） : 八坂IC - 長崎IC（2.7 km）まで暫定2車線で開通。
- 1997年（平成9年）3月26日 : 長崎IC - 羽鳥IC間（10.0 km）が暫定2車線で開通。これにより静清バイパスが全線開通。
- 2006年（平成18年）3月15日 : 千代田上土IC - 唐瀬IC間（0.7 km） 4車線化。
- 2007年度（平成19年度） : 清水立体都市計画決定[2]。
- 2008年（平成20年）
  - 3月17日 : 八坂IC - 鳥坂IC間（3.5 km）4 車線化。
  - 3月24日 : 能島IC新設、並びに昭府高架橋完成。昭府IC - 平和ICの平面交差部を暫定2車線で立体化。

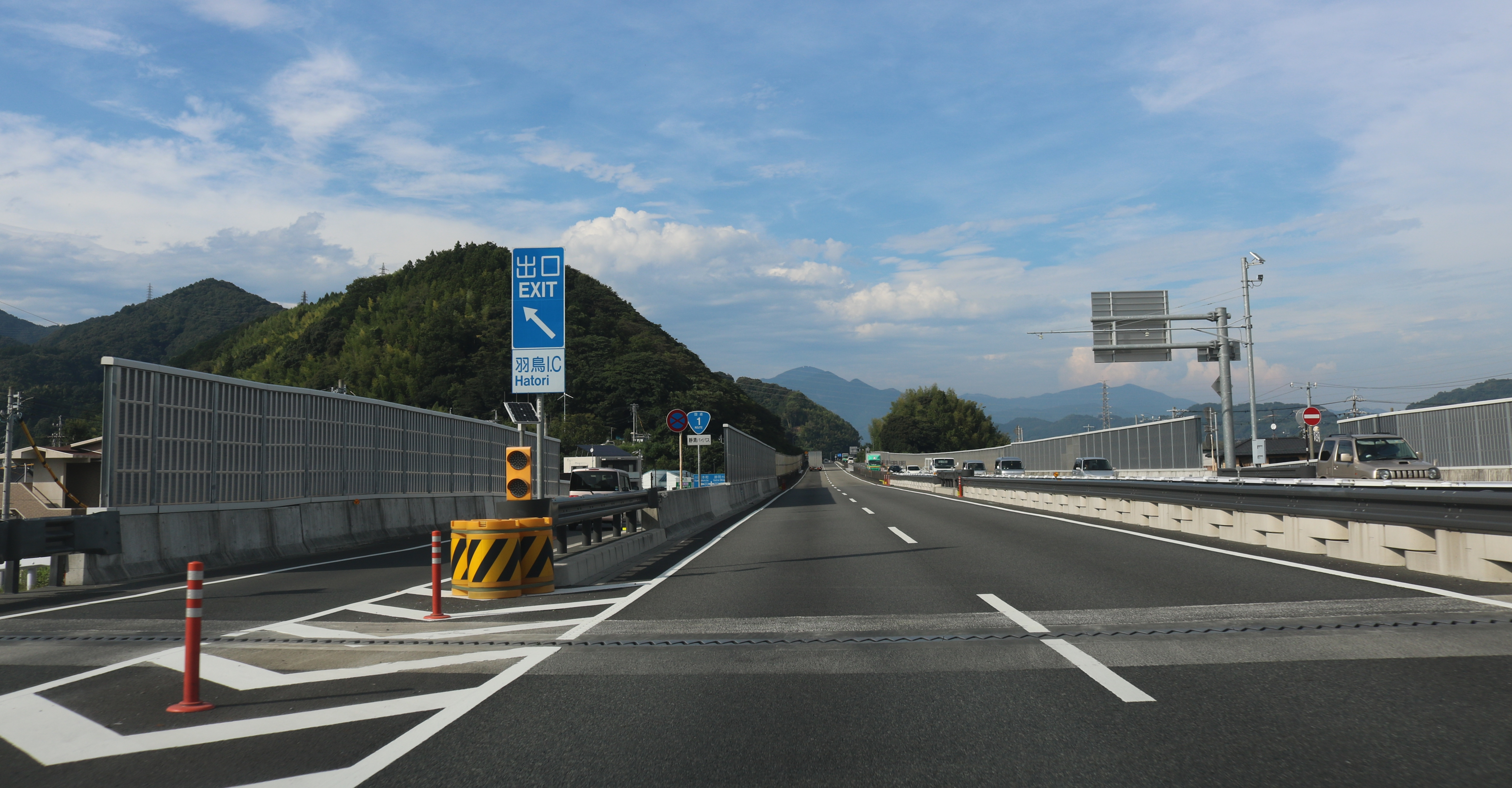
4車線化された羽鳥IC周辺

- 2009年度（平成21年度） : 清水立体の用地着手[2]。
- 2012年（平成24年）2月14日 : 唐瀬IC - 羽鳥IC間（6.6 km）4車線化。
- 2013年（平成25年）1月20日 : 藁科川橋の改築のため、車線切り替え（#主なトンネルと橋を参照）。
- 2014年（平成26年）3月14日 : 賎機山トンネル上り線の天井板撤去完了。
- 2015年（平成27年）
  - 1月7日 : 丸子藁科トンネルの照明LED化。
  - 1月24日 : 牧ケ谷ICの上り線オンランプ完成。これにより本線上に設置の信号撤去。また羽鳥ICフルインターチェンジ化。
  - 3月1日 : 鳥坂IC - 千代田上土IC間（2.8 km）4車線化。牧ヶ谷IC - 羽鳥IC間（0.5 km）上り線のみ片側2車線化。
- 2016年度（平成28年度） : 清水立体の工事着手[2]。
- 2018年（平成30年）12月22日 : 丸子IC - 牧ヶ谷IC間（3.0 km）を4車線化[1]。
- 2023年（令和5年）7月6日：横砂北交差点から清水IC西交差点の間で行われていた立体化工事現場で橋桁が落下。2人が死亡、8人が負傷[7]。

## 接続するバイパスの位置関係
（三島・沼津方面）富士由比バイパス - 静清バイパス - 岡部バイパス（島田・浜松方面）

## インターチェンジなど
- 八坂西IC - 唐瀬ICは、自動車専用道路。
- 路線名の特記がないものは市道。

### 一般道路区間1
| 施設名                                       | 接続路線名                                     | 東京から (km) | 備考           | 所在地 |
| -------------------------------------------- | ---------------------------------------------- | ------------- | -------------- | ------ |
| 国道1号（富士由比バイパス）沼津・富士方面    |                                                |               |                |        |
| 興津IC（下り線では松原ICと案内されている。） | 国道52号、国道1号 興津駅方面                   | 164.7         |                | 清水区 |
| 清見寺IC                                     | 清水港・興津埠頭方面                           |               |                | 清水区 |
| 横砂北交差点                                 | 県道371号茂畑横砂線                            | 167.7         | 清水立体事業中 | 清水区 |
| 庵原交差点                                   | 県道75号清水富士宮線、 県道338号清水インター線 | 169.0         | 清水立体事業中 | 清水区 |
| 清水IC                                       | E1 東名高速道路                                | 169.7         | 清水立体事業中 | 清水区 |
| 清水IC西交差点                               | 県道54号清水停車場線                           | 170.0         | 清水立体事業中 | 清水区 |
| 八坂西IC                                     | 北街道・天王町方面                             | 170.2         | 清水立体事業中 | 清水区 |

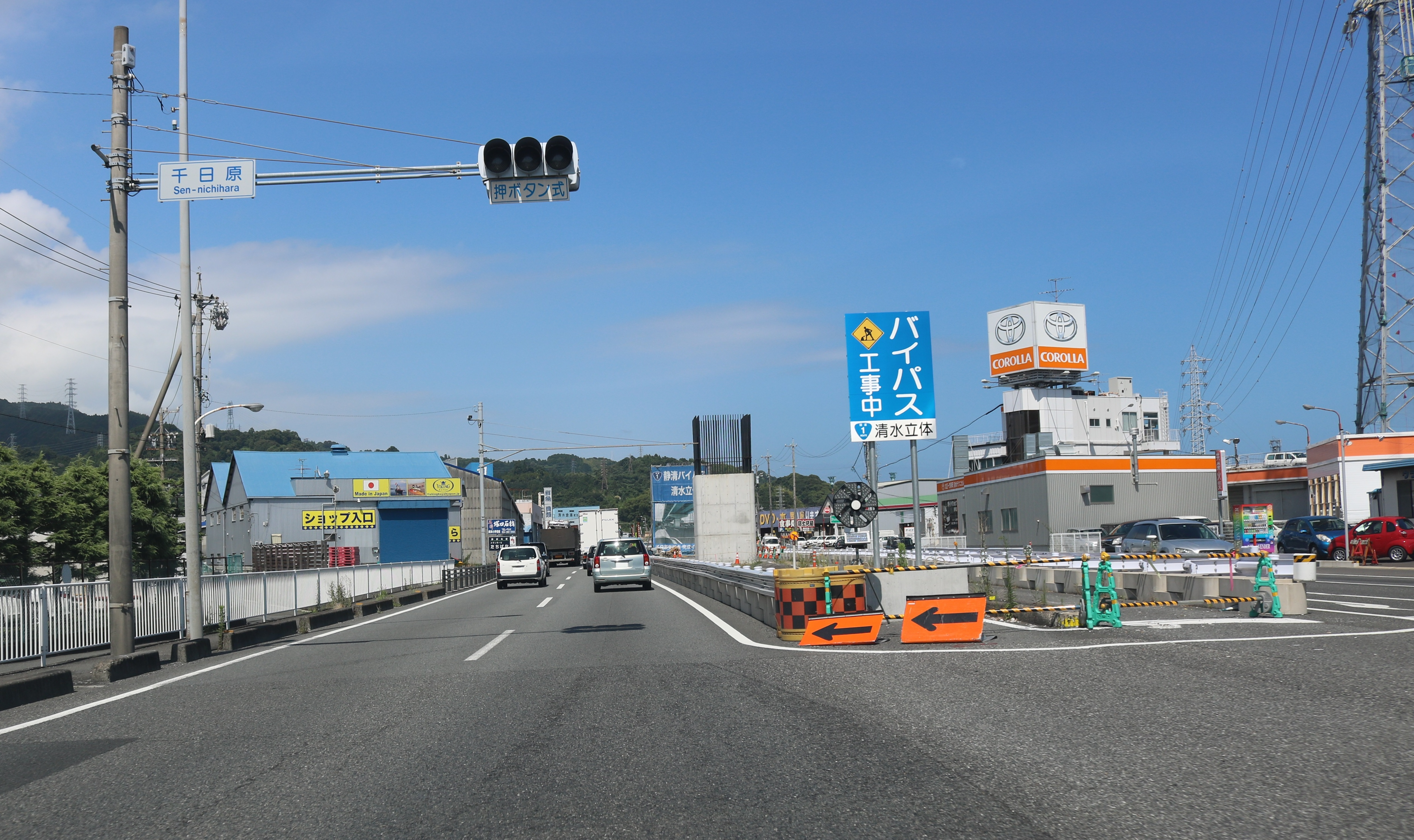
立体部を建設中の静清バイパス、静岡市清水区庵原町にて（2018年7月）
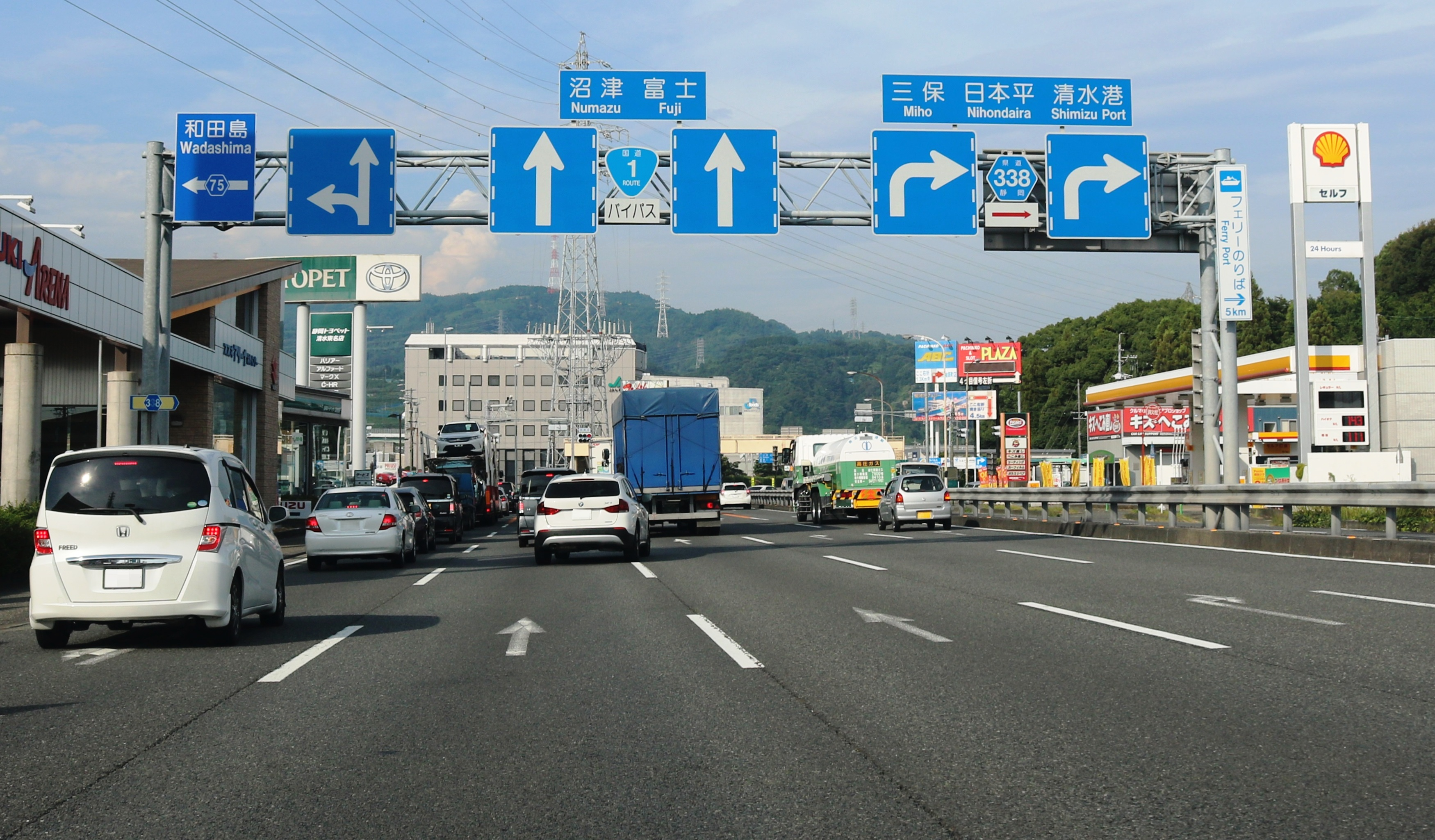
庵原交差点

### 自動車専用道路区間

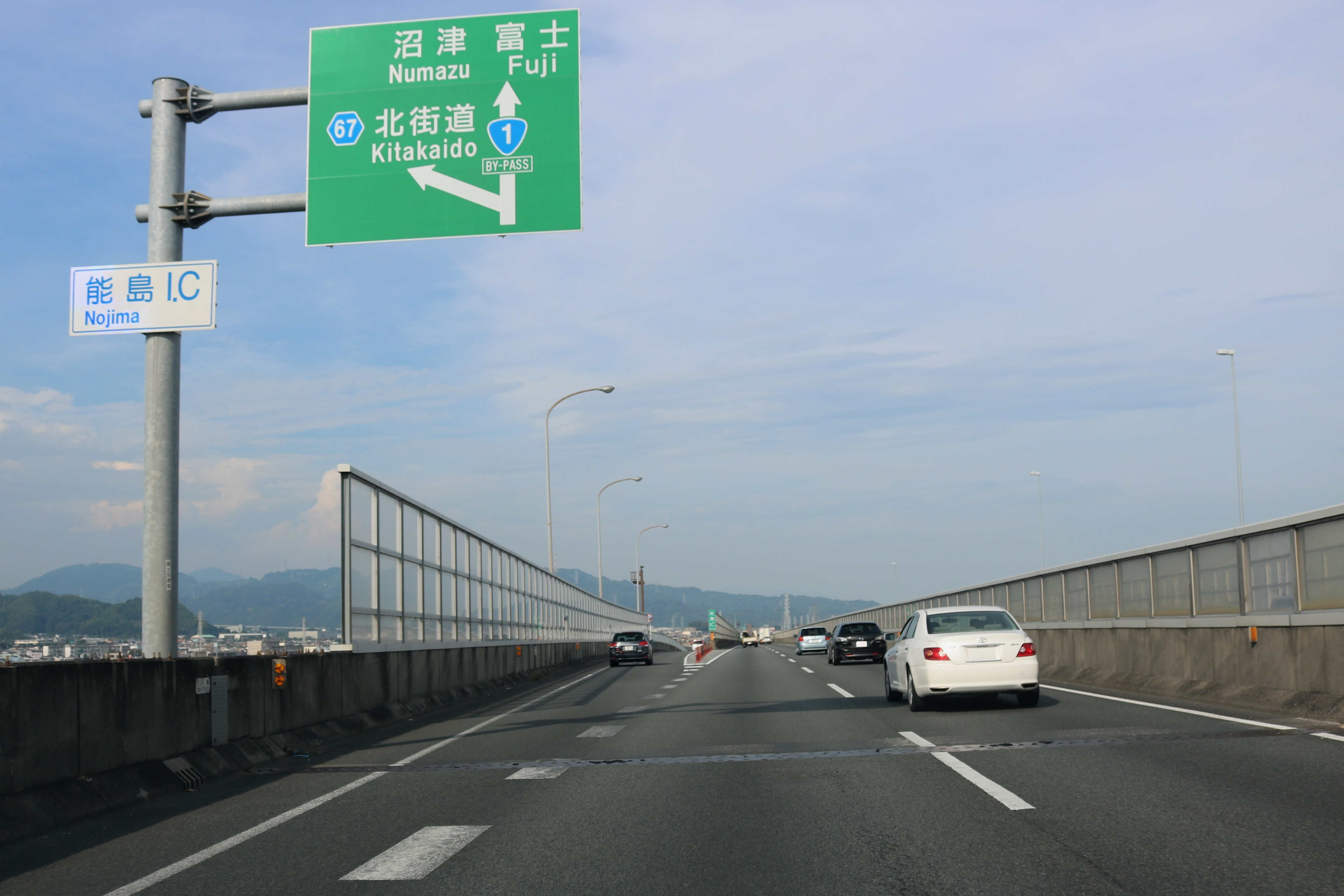
能島IC
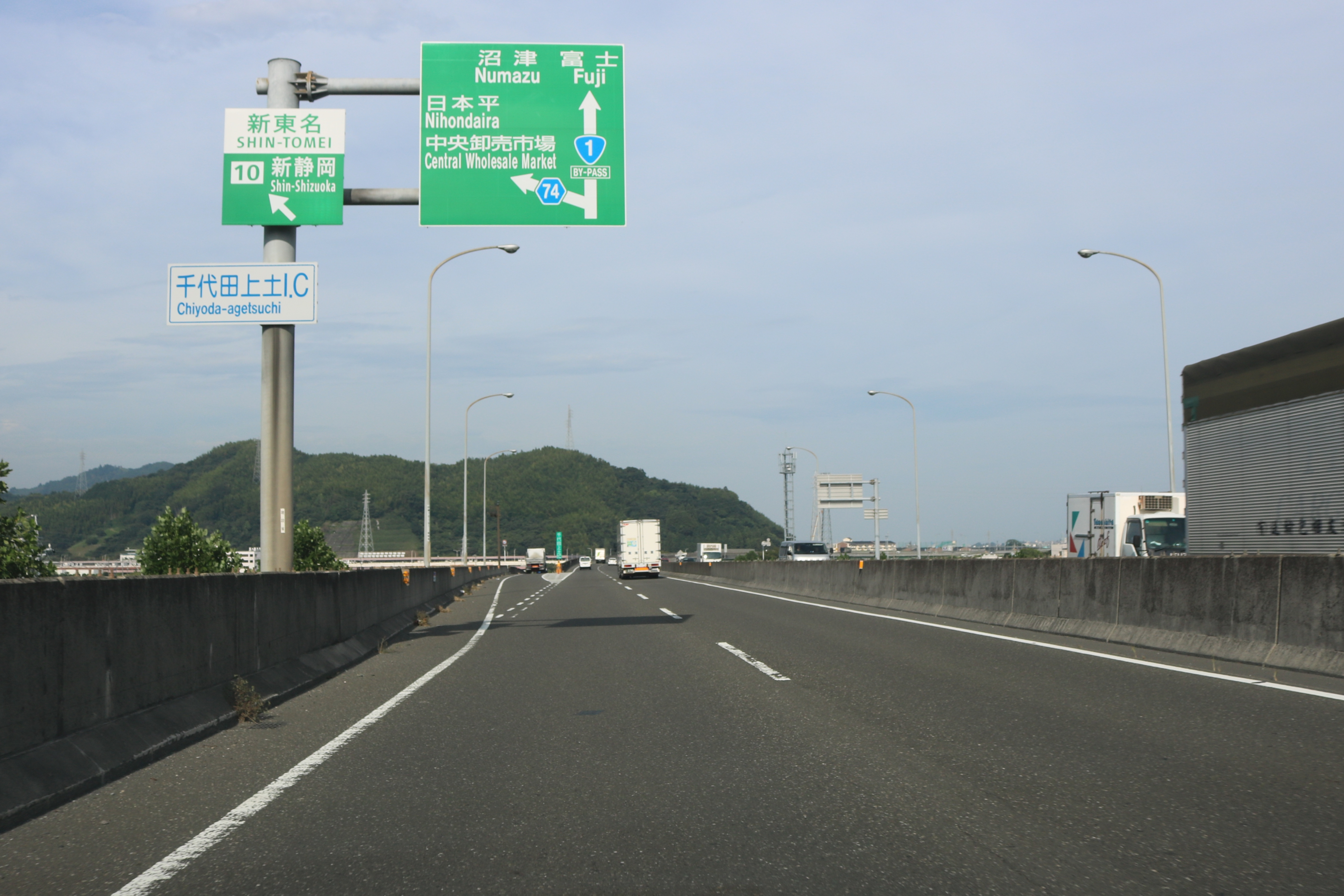
千代田上土IC

| 施設名       | 接続路線名                                                                     | 東京から (km) | 備考                 | 所在地 |
| ------------ | ------------------------------------------------------------------------------ | ------------- | -------------------- | ------ |
| 八坂西IC     | 北街道・天王町方面                                                             | 170.2         |                      | 清水区 |
| 能島IC       |                                                                                |               |                      | 清水区 |
| 長崎IC       | 草薙駅・国道1号方面                                                            | 173           |                      | 清水区 |
| 鳥坂IC       | 県道67号静岡清水線                                                             |               | 沼津・富士方面出入口 | 清水区 |
| 瀬名IC       | 県道201号平山草薙停車場線                                                      | 175           | 浜松・島田方面出入口 | 葵区   |
| 千代田上土IC | 東静岡駅・県道74号山脇大谷線 静岡南北道路 - E1A 新東名高速道路（新静岡IC）方面 | 178           |                      | 葵区   |
| 唐瀬IC       | 唐瀬街道・県立総合病院方面                                                     | 178.4         |                      | 葵区   |

- 能島IC
- 千代田上土IC

### 一般道路区間2
| 施設名                                | 接続路線名                 | 東京から (km) | 備考                 | 所在地 |
| ------------------------------------- | -------------------------- | ------------- | -------------------- | ------ |
| 唐瀬IC                                | 唐瀬街道・県立総合病院方面 | 178.4         |                      | 葵区   |
| 昭府IC                                | 県道27号井川湖御幸線       |               | 沼津・富士方面出入口 | 葵区   |
| 平和IC                                | 県道205号大川静岡線        |               | 浜松・島田方面出入口 | 葵区   |
| 千代IC                                | 県道29号梅ケ島温泉昭和線   | 182.9         | 沼津・富士方面出入口 | 葵区   |
| 羽鳥IC                                | 国道362号 川根本町方面     | 183.7         |                      | 葵区   |
| 牧ヶ谷IC                              | 県道207号奈良間手越線      |               |                      | 葵区   |
| 丸子IC                                | 国道1号 静岡市街方面       |               |                      | 駿河区 |
| 国道1号（岡部バイパス）浜松・藤枝方面 |                            |               |                      |        |

なお、牧ヶ谷ICはフルインターチェンジであるが、藁科川と丸子藁科トンネルに挟まれた立地条件等から、沼津・富士方面への合流は本線を平面交差する構造になっているため、本線上に信号機が設置されていた。本線4車線化工事と併せて牧ケ谷ICのランプウェイも改築されたために2015年（平成27年）1月24日に信号制御による合流は廃止された。

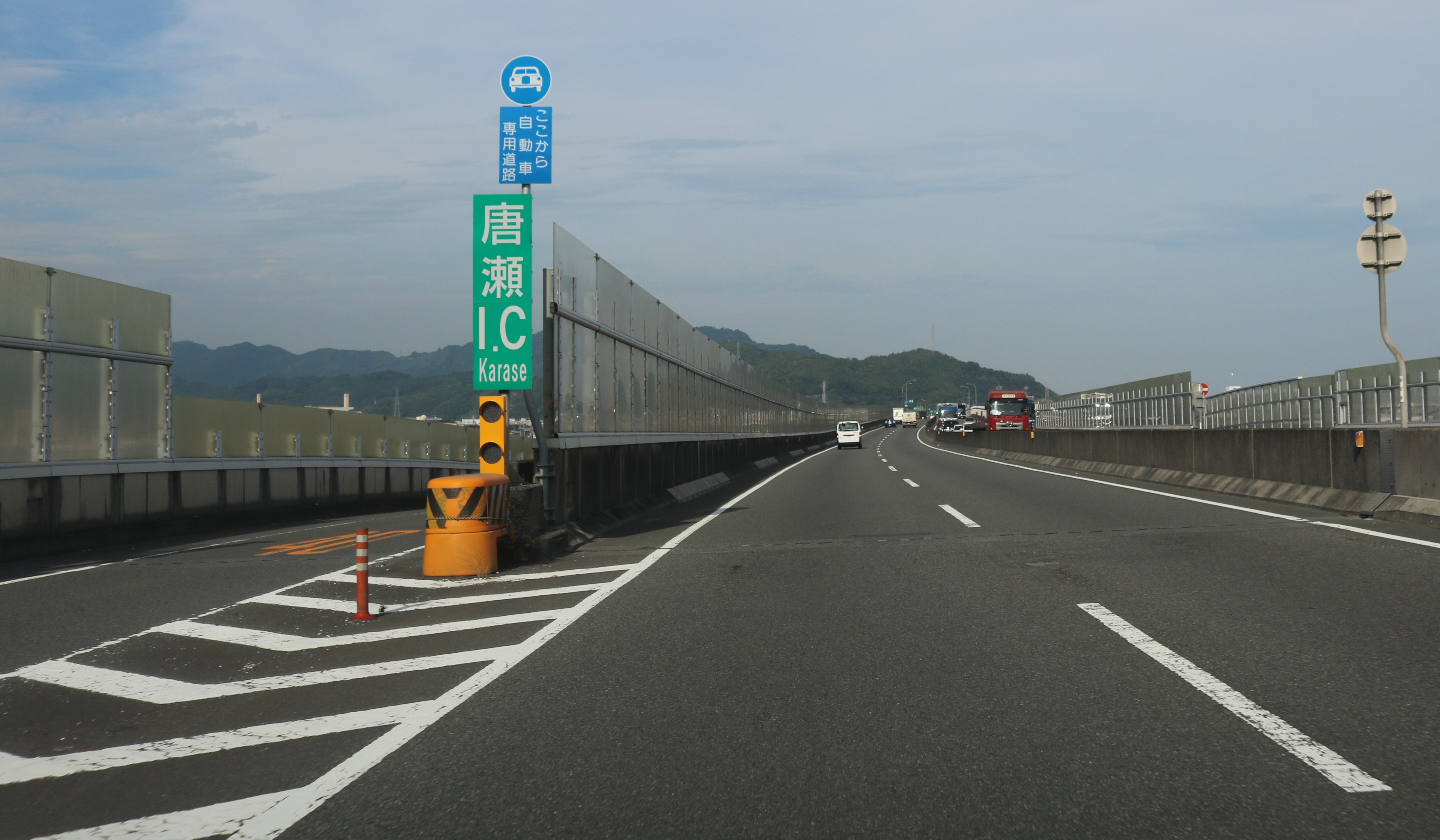
唐瀬IC、その東側が自動車専用道路区間、その西側が一般道路区間
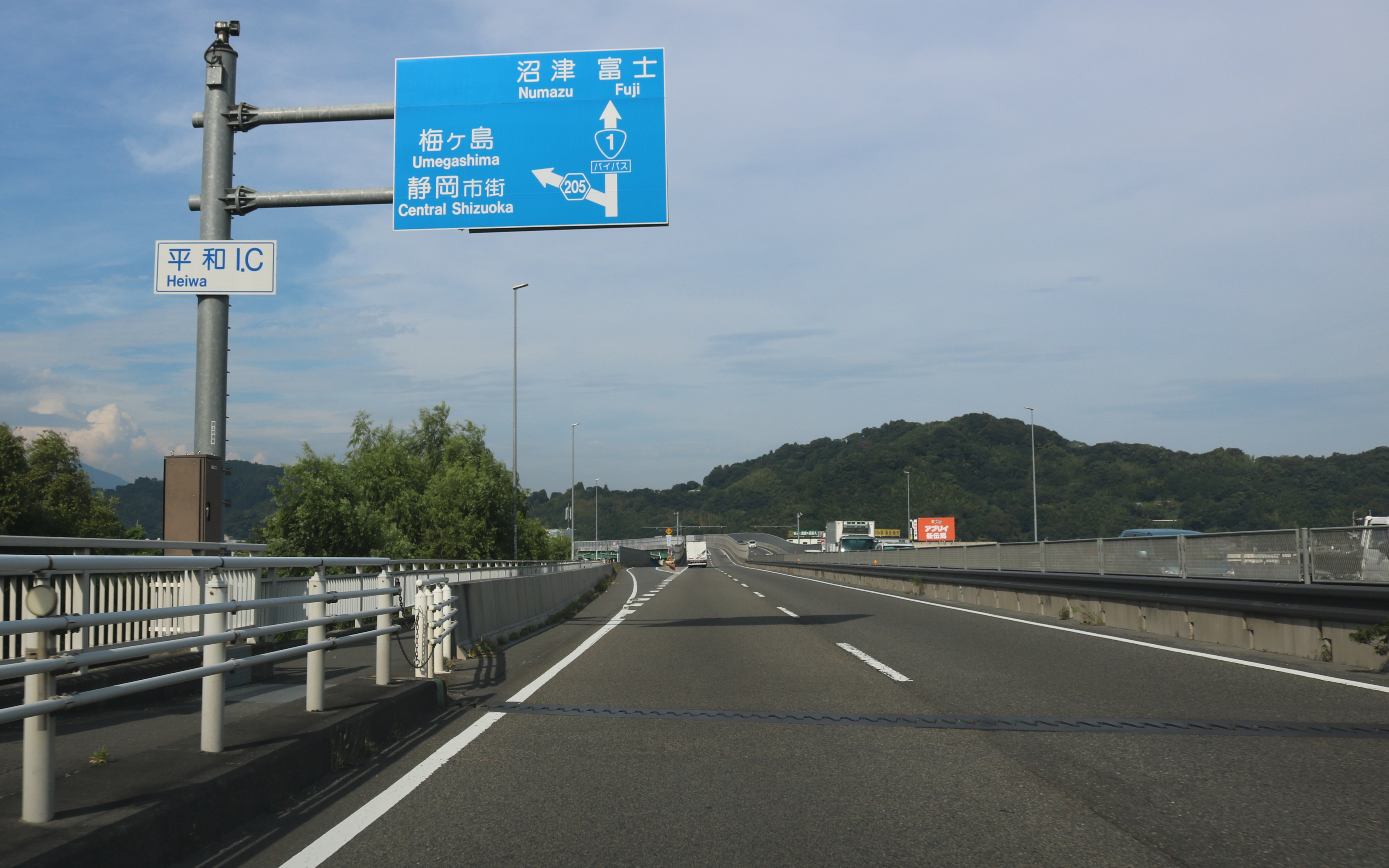
平和IC

## 昭府立体
昭府IC - 平和IC間の高架化区間。

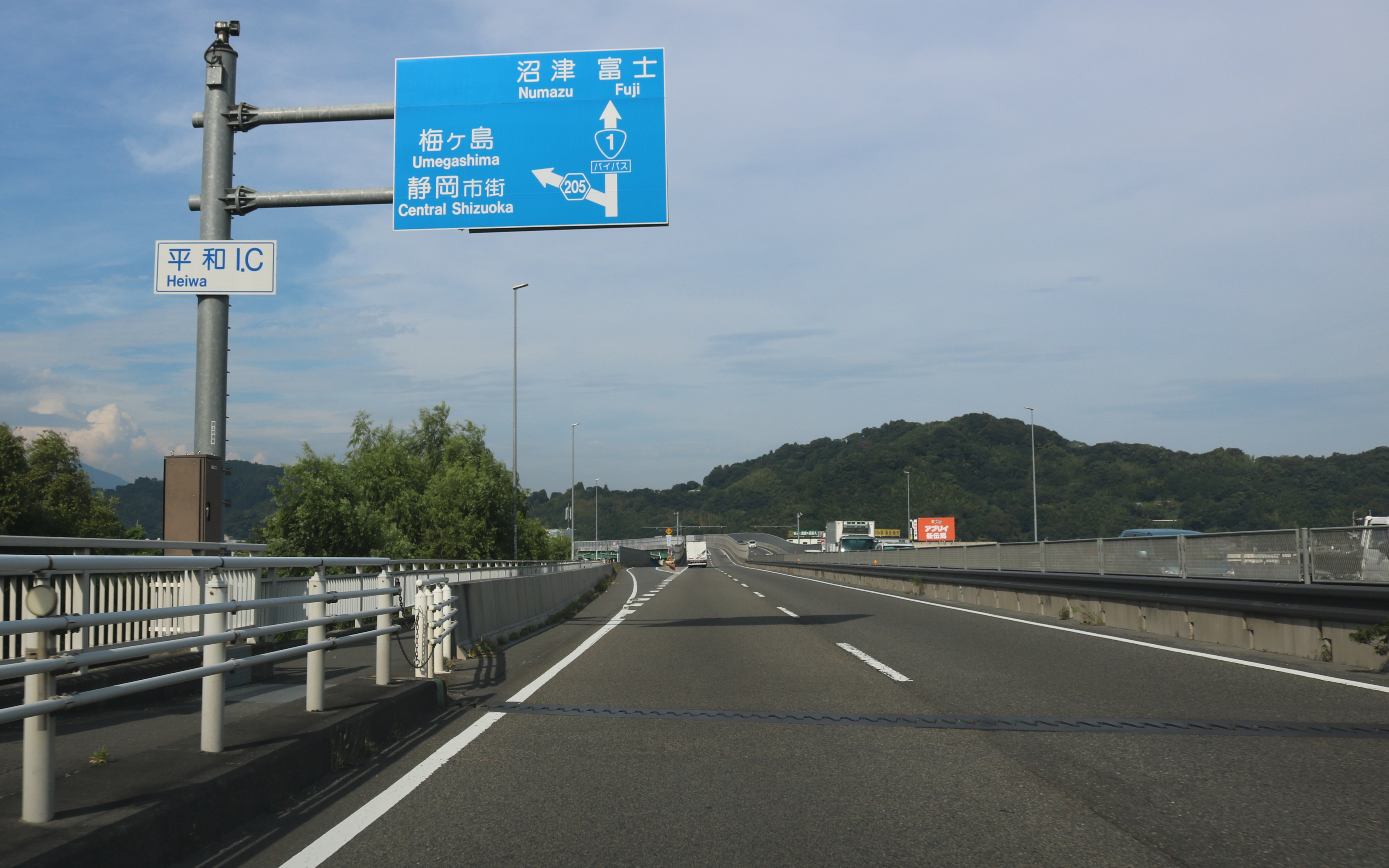
高架化区間の平和IC

計画当初は立体交差の予定であったが、1982年（昭和57年）に計画変更、1985年（昭和60年）3月に片側2車線の平面交差で供用開始された。しかし、賤機山トンネル完成・静清バイパス全線開通後に交通量が増加して慢性的な渋滞が発生。これをうけて1998年（平成10年）度より見直しが始まり、2000年（平成12年）3月31日に高架への再度変更が決定、立体化工事が進められ、2008年（平成20年）3月24日、同区間が暫定2車線で開通し、2012年（平成24年）2月14日に4車線化された。

## 主なトンネルと橋
- 新興津川橋（興津東IC - 興津IC）
- 興津高架橋（興津IC - 横砂交差点）
- 賤機山トンネル（唐瀬IC - 昭府IC）
  - 総延長は下り線が814 m、上り線が530 m（上り線トンネルの西半分は半地下構造になっている）。新オーストリアトンネル工法[8]。
  - 1997年に開通。先に2車線（片側1車線）で供用を開始したが下り線（浜松方面）はトンネル先が上り勾配になっているために慢性的に渋滞しており、これを緩和すべくまず2008年にトンネル先の平和2丁目付近を高架化した。その後2本目のトンネルが建設され、まず2011年10月に下り線トンネルを暫定1車線で開通させた後（旧来トンネルは上り線専用となった）2012年2月14日午前10時をもって片側2車線化され、結果渋滞はほぼ解消されている。
  - トンネル坑内には側歩道も設置されており、車道との間は壁などにより完全に隔離されている。新トンネル開通により、国内では初めての、自転車一方通行規制が2012年2月14日から開始された。自動車の上下通行が2つのトンネルに分離されたため、自転車も同様に2つのトンネルに分離された。自転車の走行は上下とも自動車側で、自転車走行部分（幅約1 m）は青く色が塗られている。[9]
- 安倍川大橋（平和IC - 千代IC）
  - 昭府立体化に伴う拡幅で、平和IC出入口は橋上で本線と接続するようになった。
- 藁科川橋（羽鳥IC - 牧ヶ谷IC）
  - 当初は対面2車線分の設計で架橋された藁科川橋では、牧ケ谷IC、羽鳥ICのフルインターチェンジ化による加減速車線が必要とされたため、全面的な改築が必要となった。このため藁科川橋の下流側に2車線（将来の下り専用線）を新造。歩道は2013年1月20日、下り線は同年1月23日、上り線は1月31日にそれぞれ切替。従来の上流側2車線は当該IC設置工事に向けて使用を一旦中止し、暫定2車線運用は変更なし[10][11]。
  - 2015年1月24日の信号撤去と同じくして、上り線が改築された上流側の橋に移動し、同年3月1日に上り線のみこの橋を含む区間（0.5 km）が四車線化された。

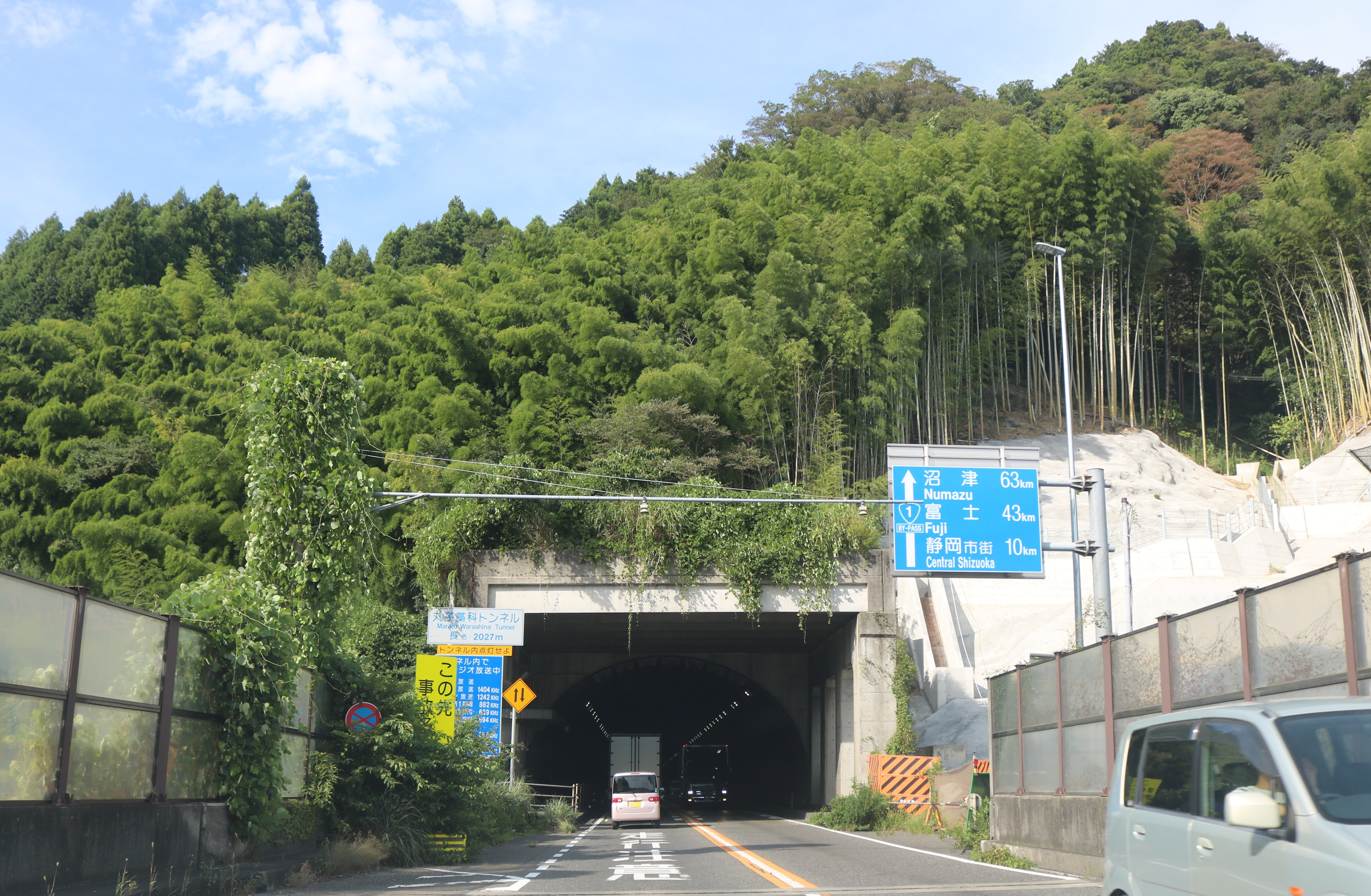
丸子藁科トンネル

- 丸子藁科トンネル（牧ヶ谷IC - 丸子IC）
  - 総延長2,027 m（下り線）、2,041 m（上り線）。新オーストリアトンネル工法[8]。
  - 1988年3月に対面2車線で開通。2016年4月16日に2本目のトンネル（上り線専用）が貫通。2018年7月20日に暫定2車線で車線切り替えを実施し、上り線専用トンネルが供用開始。同年12月22日に4車線化された[1][12]。

## 交通量
2005年度（平成17年度道路交通センサスより）

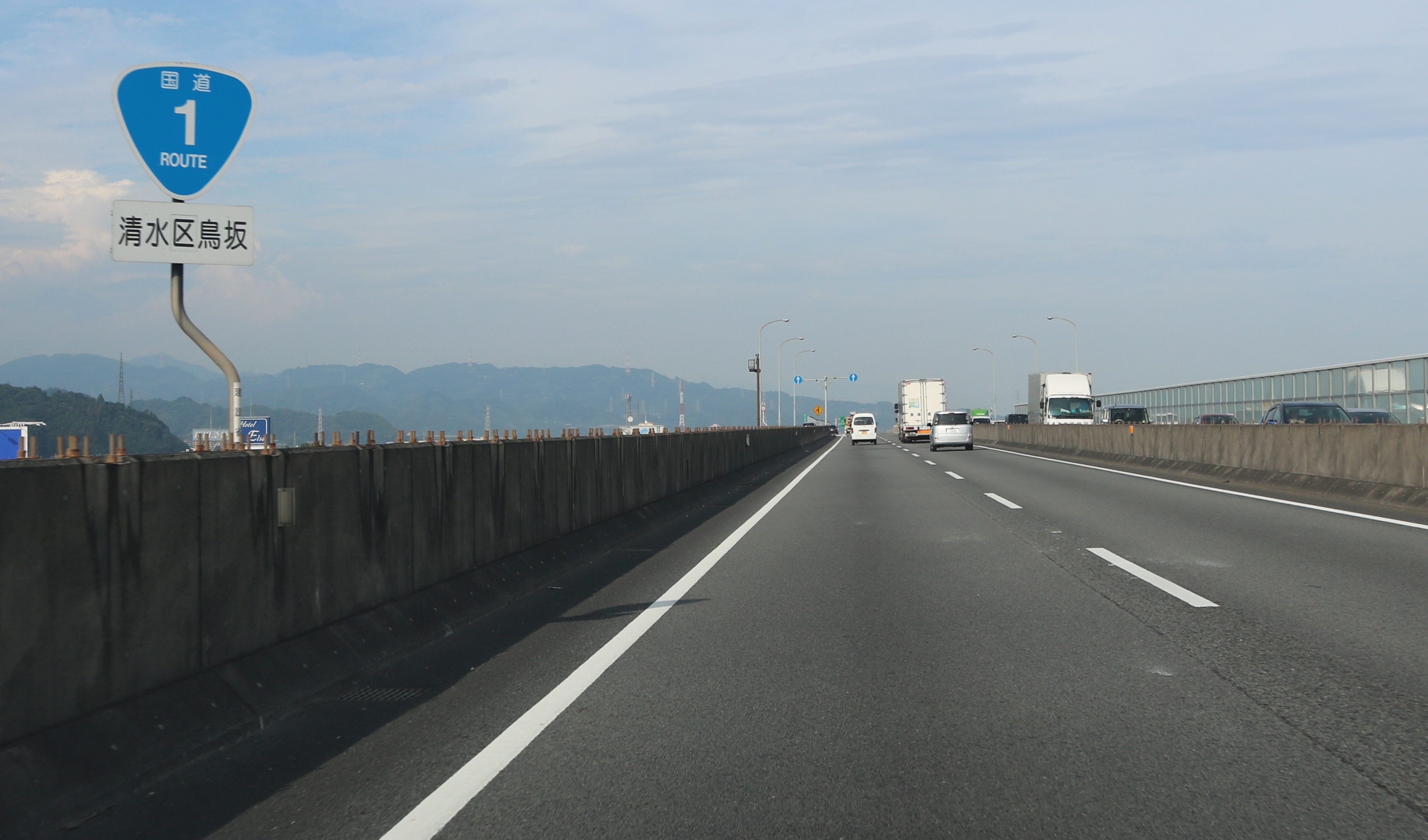
清水区鳥坂

平日24時間交通量（台）
- 静岡市清水区興津東町 : 66,672
- 静岡市清水区袖師 : 60,484
- 静岡市清水区八坂 : 47,749
- 静岡市清水区長崎 : 36,008

- 静岡市清水区鳥坂 : 36,163
- 静岡市葵区千代田上土 : 38,512
- 静岡市葵区千代 : 36,755
- 静岡市葵区牧ケ谷 : 31,610